# Fredilocarcinus raddai
Fredilocarcinus raddai är en kräftdjursart som först beskrevs av Pretzmann 1979.  Fredilocarcinus raddai ingår i släktet Fredilocarcinus och familjen Trichodactylidae. IUCN kategoriserar arten globalt som otillräckligt studerad. Inga underarter finns listade i Catalogue of Life.